# Julius Gábriš
Julius Gábriš (ur. 5 grudnia 1913 w Tesárskich Mlyňanach, zm. 13 listopada 1987 w Trnawie) – słowacki duchowny katolicki, biskup, administrator apostolski archidiecezji ostrzyhomskiej znajdującej się w granicach Czechosłowacji ze stolicą w Trnawie od 1973 roku.

## Życiorys
Urodził się w 1913 roku w Tesárskich Mlyňanach. Uczęszczał do gimnazjum w Zlatych Moravcach, gdzie zdał maturę w 1933 roku. Następnie wstąpił do seminarium duchownego w Trnawie, gdzie studiował teologię, którą ostatecznie ukończył w Bratysławie. 26 czerwca 1938 roku otrzymał święcenia kapłańskie.
Pracował kolejno jako wikariusz w parafiach w: Tekovských Šarluhách, Holíczu i Stupavie. W 1941 roku został administratorem parafii w miejscowości banky (dziś część Bańskiej Szczawnicy) oraz jednocześnie wykładowcą w gimnazjum biskupim w Trnawie. W 1951 roku awansował na dziekana w Jablonicy, a niedługo potem został przeniesiony do dekanatu Nowe Miasto nad Wagiem.
W 1969 roku zmarł biskup Ambróz Lazík, administrator apostolski w Trnawie. Papież Paweł VI powołał na jego następcę Juliusa Gábriša, który musiał czekać cztery lata na akceptację tej decyzji przez komunistyczne władze Czechosłowacji. 3 marca 1973 roku miała jego oficjalna konsekracja biskupia w Nitrze, której dokonał kard. Agostino Casaroli w asyście kardynałów: Františka Tomáška i Stepána Trochty. Pod koniec 1977 roku miała miejsce normalizacja stosunków między państwem czechosłowackim a Kościołem, w wyniku której podniesiono do rangi archidiecezji trnawskiej dotychczasową administraturę apostolską zarządzaną przez Gábriša, który został jej pełnoprawnym administratorem. Zmarł w 1987 roku w Trnawie.